# White Room (film)
Pour les articles homonymes, voir White Room (homonymie).
Pour plus de détails, voir Fiche technique et Distribution.
White Room est un film canadien réalisé par Patricia Rozema, sorti en 1990.

## Fiche technique
- Titre : White Room
- Réalisation : Patricia Rozema
- Scénario : Patricia Rozema
- Production : Alexandra Raffe, Patricia Rozema et Barbara Tranter
- Musique : Mark Korven
- Photographie : Paul Sarossy
- Montage : Patricia Rozema
- Pays d'origine : Canada
- Format : Couleurs - 1,85:1 - Dolby
- Genre : Drame
- Date de sortie : 1990

## Distribution
- Kate Nelligan : Jane
- Maurice Godin : Norm
- Margot Kidder : Madelaine X
- Sheila McCarthy : Zelda
- Barbara Gordon : Mrs. Gentle

## Restauration
En mai 2023, Téléfilm Canada annonce que le film sera restauré.